# Waller (Texas)
Waller è un centro abitato degli Stati Uniti d'America situato nella contea di Waller e nella contea di Harris dello Stato del Texas.
La popolazione era di 2.326 persone al censimento del 2010. Fa parte dell'area metropolitana di Houston–The Woodlands–Sugar Land.

## Geografia fisica
Waller è situata a 30°03′32″N 95°55′35″W (30.058752, -95.926336). lungo la U.S. Highway 290 (Northwest Freeway), 41 miglia (66 km) a nord ovest del centro di Houston.
Secondo lo United States Census Bureau, ha un'area totale di 2,1 miglia quadrate (5,4 km²), di cui 0,004 miglia quadrate (0,01 km²), o 0,22%, d'acqua.

## Società

### Evoluzione demografica
Secondo il censimento del 2000, c'erano 2.092 persone, 768 nuclei familiari e 530 famiglie residenti nella città. La densità di popolazione era di 1.401,1 persone per miglio quadrato (542,1/km²). C'erano 842 unità abitative a una densità media di 563,9 per miglio quadrato (218,2/km²). La composizione etnica della città era formata dal 66,20% di bianchi, il 21,70% di afroamericani, lo 0,29% di nativi americani, lo 0,86% di asiatici, il 9,89% di altre razze, e l'1,05% di due o più etnie. Ispanici o latinos di qualunque razza erano il 20,17% della popolazione.
C'erano 768 nuclei familiari di cui il 37,0% aveva figli di età inferiore ai 18 anni, il 50,0% aveva coppie sposate conviventi, il 14,2% aveva un capofamiglia femmina senza marito, e il 30,9% erano non-famiglie. Il 21,1% di tutti i nuclei familiari erano individuali e il 7,9% aveva componenti con un'età di 65 anni o più che vivevano da soli. Il numero di componenti medio di un nucleo familiare era di 2,72 e quello di una famiglia era di 3,19.
La popolazione era composta dal 28,9% di persone sotto i 18 anni, il 15,4% di persone dai 18 ai 24 anni, il 28,5% di persone dai 25 ai 44 anni, il 17,7% di persone dai 45 ai 64 anni, e il 9,5% di persone di 65 anni o più. L'età media era di 29 anni. Per ogni 100 femmine c'erano 98,1 maschi. Per ogni 100 femmine dai 18 anni in giù, c'erano 94,5 maschi.
Il reddito medio di un nucleo familiare era di 33.162 dollari e quello di una famiglia era di 42.569 dollari. I maschi avevano un reddito medio di 30.337 dollari contro i 21.250 dollari delle femmine. Il reddito pro capite era di 14.860 dollari. Circa il 14,3% delle famiglie e il 18,3% della popolazione erano sotto la soglia di povertà, incluso il 26,9% di persone sotto i 18 anni e l'11,3% di persone di 65 anni o più.